# Richard Haking
Richard Cyril Byrne Haking (1862-1945), est un général britannique de la Première Guerre mondiale. Il est connu par le taux de pertes de 80 % de ses troupes lors de la seconde bataille de Fromelles.

## Biographie

### Début de carrière
Haking est né aux environs de Halifax dans le Yorkshire de l'Ouest. Il est intégré en 1881 au Royal Hampshire Regiment et participe à la 3e guerre anglo-birmane et à la seconde guerre des Boers. Il devient diplômé puis maître de conférences au Staff College. Haking y présente la croyance d'avant-guerre qui considère que le caractère et l'attitude de la troupe engagée sont les facteurs déterminants de la victoire.
Il publie lors de cette période un livre L’Entraînement d'une compagnie. Ce livre présente les idées soutenues par Haking lors de ces cours et met en avant la supériorité de l'offensive. Le livre est réimprimé au début de la Première Guerre mondiale, il est encore considéré comme d'actualités dans la gestion des individus au sein d'une compagnie.

### Première Guerre mondiale
Au déclenchement de la Première Guerre mondiale, Haking commande la 5e brigade d'infanterie sur le front de l'Ouest. Le 14 septembre 1914, au cours de la poursuite des troupes allemandes à la suite de la première bataille de la Marne, il franchit avec sa brigade l'Aisne et atteint le Chemin des Dames. Pendant cette opération, il est blessé à la tête qui l'éloigne pendant trois mois de la ligne de front.
À son retour, Haking commande la 1re division de décembre 1914 à septembre 1915. Au cours de cette période, il participe à la bataille de la crête d'Aubers (appelée aussi première bataille de Fromelles). Malgré les 11 600 pertes des troupes britanniques, Haking préconise de nouvelles attaques. Il est ensuite nommé à la tête du 11e corps d'armée, poste qu'il occupera jusqu'à la fin de la guerre. Son corps d'armée participe à la bataille de Loos en septembre 1915, bien qu'en seconde ligne en réserve de l'armée, sous le contrôle du GQG, il y a 8 000 pertes au deuxième jour de la bataille. La mauvaise organisation de l'artillerie du corps d'armée de Haking ne permet pas de fournir un tir de couverture aux troupes combattantes. Haking est régulièrement promu par Haig, mais ce dernier ne réussit pas à le nommer au commandement d'une armée.
À la suite des pertes très lourdes des différentes troupes passées sous son commandement, Haking gagne le surnom de « Butcher Haking » (ou « Haking le boucher »). Au cours de la seconde bataille de Fromelles déclenchée pendant la bataille de la Somme pour empêcher l'envoi de renforts allemands en Somme, il lance la 61e division britannique et la 5e division australienne à l'assaut avec pour résultat 7 000 pertes. Ces pertes ont valu à Haking l'animosité du commandant de la 15e brigade australienne, le brigadier-général Elliott (en), qui voit 80 % de l'effectif de ses bataillons d'assaut tués blessés ou prisonniers sans que le sacrifice de ses troupes ait permis de bloquer les troupes allemandes.
Haking critique le comportement de la 61e division d'infanterie britannique, il considère que la préparation d'artillerie est suffisante et que le manque de mordant offensif de cette division est la cause de l'échec de l'attaque. En réalité, la plupart des victimes sont abattues par des mitrailleuses non détruites par la préparation d'artillerie.
Haking et le 11e corps d'armée sont envoyés en Italie pour renforcer le front italien à la suite de la désastreuse bataille de Caporetto, ils y restent de novembre 1917 à mars 1918. Le 11e corps est ensuite renvoyé sur le front de l'Ouest, il est stationné à Béthune. Il est engagé presque aussitôt lors des offensives allemandes du printemps 1918 pour protéger les ports français. Au cours de l'opération Georgette, plusieurs bataillons du 11e corps sont pratiquement détruits. Ainsi, la 2e division portugaise subit plus de 7 000 pertes dont 300 officiers sur un total de 20 000 hommes. Haking et son 11e corps ont finalement réussi à bloquer l'avancée allemande et cours de l'automne 1918 ont participé aux dernières actions offensives de la guerre.

### Fin de carrière
À la fin de la guerre, Haking devient le chef de la section britannique de la commission d'armistice entre 1918 et 1919. Il est nommé commandant de la mission militaire britannique en Russie et dans les provinces baltes en 1919, puis commandant des troupes alliées dans la zone soumise au plébiscite de la Prusse-Orientale et de Dantzig en 1920.
De 1921 à 1923, Haking est Haut Commissaire de la Société des Nations à Dantzig puis officier général commandant les troupes britanniques en Égypte de 1923 à 1927. Il quitte l'armée en 1927. Il meurt d'un cancer en 1945.
Il est promu chevalier grand-croix de l'ordre de l'Empire britannique en 1921.

## Source
- (en) Cet article est partiellement ou en totalité issu de l’article de Wikipédia en anglais intitulé « Richard Haking » (voir la liste des auteurs).